# Tenquille Mountain
Der Tenquille Mountain ist ein 2391 m hoher Berg mit einer Schartenhöhe von 106 m im Südwesten der kanadischen Provinz British Columbia, im Squamish-Lillooet Regional District.

## Geographie
Der Tenquille Mountain liegt in den Coast Mountains, 28 km nordnordwestlich von Pemberton und unmittelbar nördlich des Tenquille Pass und des Tenquille Lake. Der nächsthöhere Berg ist der Goat Peak (2473 m). Der Tenquille Mountain ist eher für seinen steilen Anstieg aus dem örtlichen Gelände als für seine absolute Höhe bemerkenswert, da das Relief stark bewegt ist, denn sein Gipfel erhebt sich 2150 m über den Lillooet River und das Pemberton Valley in ungefähr 5 km Entfernung. Der Berg befindet sich auf nicht der Öffentlichkeit überlassenem Territorium der Lil'wat First Nation und der N'Quatqua First Nation, für die er in einem spirituell wie kulturell bedeutenden und für die Nahrungsbeschaffung wichtigen Gebiet liegt.
Die Abflüsse der Niederschläge von den Berghängen fließen südwestwärts in den Wolverine Creek, einen Zufluss des Lillooet River; nordwestwärts fließen sie in den Hurley River sowie nordostwärts in den Headquarters Creek und südostwärts in den Tenquille Creek, beides Zuflüsse des Birkenhead River. Das Gebiet um den Tenquille Lake herum ist der Lebensraum für den Süd-Chilcotin-Grizzly sowie für Schwarzbären, Schneeziegen, Vielfraße, Wölfe und Hirsche.
| Locomotive Mountain | Chipmunk Mountain | Birkenhead River                |
| Goat Peak           |                   | Birkenhead Lake Provincial Park |
| Lillooet River      | Pemberton Valley  | Pemberton                       |

## Geschichte
Der Name des Berges wurde vom Bergsteiger Karl Ricker im Zusammenhang mit dem des Tenquille Pass vorgeschlagen, welcher wiederum erstmals 1936 im Canadian Alpine Journal erschien. Das Toponym wurde am 23. Januar 1979 vom Geographical Names Board of Canada offiziell anerkannt.

## Klima
In Bezug auf die Klimaklassifikation nach Köppen und Geiger herrscht am Gipfel des Tenquille Mountain ein subarktisches Klima. Die meisten Wetterfronten stammen vom Pazifik und bewegen sich ostwärts auf die Coast Mountains zu, wo sie durch die Berge zum Aufsteigen (Windstau) gezwungen werden, was wiederum dazu führt, dass die enthaltene Feuchtigkeit in Form von Regen oder Schnee abgegeben wird. Im Ergebnis führt das zu hohen Niederschlägen in den Coast Mountains, insbesondere zu starken Schneefällen im Winter. Die Temperaturen können unter −20 °C fallen, unter Berücksichtigung von Windchill-Einfluss unter −30 °C. Dieses Klima nährt einen unbenannten Gletscher am Nordwesthang des Berges. Die Monate Juli bis September bieten die besten Wetterbedingungen für einen Aufstieg.